# 굿 메리지
굿 메리지(A Good Marriage)는 미국에서 제작된 피터 아스킨 감독의 2014년 스릴러 영화이다. 크리스튼 코놀리 등이 주연으로 출연하였고 피터 아스킨 등이 제작에 참여하였다.

## 출연

### 주연
- 크리스튼 코놀리
- 조안 알렌
- 스티븐 랭

### 조연
- 안소니 라파글리아
- 윌 로저스
- 테오 스톡만
- 브래디 브라이슨
- 티모시 J. 콕스
- 제이슨 테스타
- 펀 밴두

## 제작진
- 의상: 몰리 맥기니스